# Bao Lali Duli
Bao Lali Duli is een bestuurslaag in het regentschap Lembata van de provincie Oost-Nusa Tenggara, Indonesië. Bao Lali Duli telt 177 inwoners (volkstelling 2010).